# Xavier Carter
Xavier Carter (Palm Bay, 8 dicembre 1985) è un velocista statunitense.

## Biografia
Dopo una serie di successi giovanili, in particolare in occasione dei campionati NCAA, Xavier Carter passa al professionismo.
L'11 luglio 2006, al meeting Athletissima di Losanna, corre i 200 metri piani in 19"63, tempo che, in quel momento, lo consacra come il secondo uomo più veloce di sempre sulla distanza, dietro al solo Michael Johnson. Ad oggi questo risultato lo posiziona al nono posto, tra gli uomini più veloci di sempre sui 200 m piani, dietro al primatista mondiale Usain Bolt, Yohan Blake, Michael Johnson, Noah Lyles, Walter Dix, Justin Gatlin, Tyson Gay e Andre De Grasse.
La stagione 2007 è condizionata da un infortunio al ginocchio che ne preclude l'attività agonistica. Torna pienamente recuperato nel 2008, correndo nella sua prima gara dell'anno i 400 m piani al Reebok Grand Prix.
Ai trials che si svolgono a Eugene, validi come qualificazione per i Giochi olimpici di Pechino, Xavier gareggia nei 100 e nei 200 m piani. Nei 100 m piani stabilisce il suo nuovo primato con 10"00, ma nella finale non va oltre l'ultimo posto non garantendosi la qualificazione olimpica. Nei 200 m piani si qualifica per la finale ma non riesce a prendere il via, perdendo così la possibilità di essere presente ai Giochi olimpici.